# Hierochloe pluriflora
Hierochloe pluriflora är en gräsart som beskrevs av Gen-Iti Koidzumi. Hierochloe pluriflora ingår i släktet Hierochloe och familjen gräs. Inga underarter finns listade i Catalogue of Life.